# Scutum anale

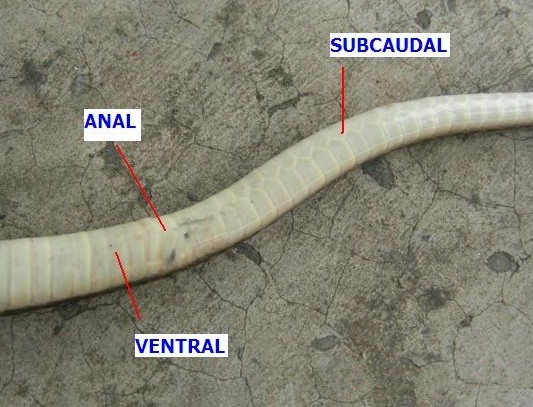
Unterseite der Gestreiften Wassernatter (Amphiesma stolata)

Das Anale, auch bekannt als Analschuppe oder Analschild, ist die vergrößerte Hornschuppe auf der Unterseite des Körpers bei den meisten Schlangen im Bereich der Kloake. Sie kann einteilig oder auch in zwei Schuppen geteilt sein. Sie liegt zwischen den Ventralia (Bauchschuppen) und den Subcaudalia unterhalb des Schwanzes.
Wie bei allen anderen Schuppen ist ihre Form, Größe und Ausbildung ein wichtiges Bestimmungsmerkmal innerhalb der Schlangensystematik.